# San Isidro (metro de Panamá)
San Isidro es una estación de la Línea 1 del Metro de Panamá, que sirvió anteriormente como terminó norte de la línea  Fue inaugurada el 15 de agosto de 2015, y se ubica en el barrio de San Isidro, distrito de San Miguelito.